# Fabiano de Paula
Fabiano de Paula (Rio de Janeiro, 28 de novembro de 1988) é um tenista profissional brasileiro destro.

## Trajetória
Fabiano nasceu e até hoje é morador da Rocinha, no Rio de Janeiro. Faz parte da equipe de treinamento competitivo tenis route.
Começou no tênis aos 11 anos, como boleiro, e aos 13 começou a jogar. Apenas cinco anos depois, aos 18 anos, já estava sendo campeão brasileiro. Sua entrada no circuito profissional foi bastante dura; Fabiano parou de jogar por dois anos por falta de apoio e mais um ano cumprindo serviço militar obrigatório. Depois de três anos afastado, aos 21 anos, Fabiano voltou ao circuito e tem tido subidas consideráveis no ranking mundial da Associação de Tenistas Profissionais (ATP).
Também tem tido destaque no ranking de duplas, onde sua melhor colocação foi de número 142.
Em maio de 2011 Fabiano ganhou seu primeiro Future, no Brasil.
Em setembro de 2012 chegou, pela primeira vez, a uma semifinal de Challenger, na cidade de Cáli. Repetiu o feito no mês seguinte, em Medellín.
Em 2013, Fabiano já disputou o qualyfing de três Grand Slams: Aberto da Austrália, Torneio de Wimbledon e US Open.
Em 2014, em Gstaad, o jogador disputou o primeiro ATP 250 da carreira.
Em fevereiro de 2015, Fabiano inaugurou a Escola de Tênis Fabiano de Paula, no Parque Ecológico, ao lado da UPP da comunidade da Rocinha. A escolinha é voltada para jovens e crianças de quatro até 14 anos e atende cerca de 200 crianças em dois turnos.

## Ranking[1]
- Atual ranking de simples: 731º
- Melhor ranking de simples: 208º
- Atual ranking de duplas: 139º
- Melhor ranking de duplas: 128°  (23 de outubro de 2017)[5]

## Triunfos

### Duplas (6-3)
| Legenda               |
| ATP Challengers (6-3) |

| Finais por piso |
| --------------- |
| Duro (1–0)      |
| Saibro (5–3)    |
| Grama (0–0)     |
| Carpete (0–0)   |

| Resultado | No. | Data                   | Torneio                 | Superfície | Parceiro          | Oponentes                         | Placar                |
| --------- | --- | ---------------------- | ----------------------- | ---------- | ----------------- | --------------------------------- | --------------------- |
| Campeão   | 1.  | 10 de novembro de 2012 | São Leopoldo, Brasil    | Saibro     | Júlio Silva       | Ariel Behar Horacio Zeballos      | 6–1, 7–6(7–5)         |
| Campeão   | 2.  | 11 de maio de 2013     | Rio Quente, Brasil      | Duro       | Marcelo Demoliner | Ricardo Hocevar Leonardo Kirche   | 6-3, 6-4              |
| Finalista | 1.  | 13 de abril de 2013    | Barranquilla, Colômbia  | Saibro     | Stefano Ianni     | Facundo Bagnis Federico del Bonis | 3-6, 5-7              |
| Campeão   | 3.  | 20 de junho de 2014    | Mohammedia, Marrocos    | Saibro     | Mohamed Safwat    | Richard Becker Elie Rousset       | 6-2, 3-6, [10-6]      |
| Campeão   | 4.  | 04 de novembro de 2016 | Guaiaquil, Ecuador      | Saibro     | Ariel Behar       | Marcelo Arevalo Sergio Galdós     | 6-2, 6-4              |
| Finalista | 2.  | 19 de novembro de 2016 | Montevideo, Uruguai     | Saibro     | Christian Garin   | Andres Molteni Diego Schwartzman  | W/O                   |
| Campeão   | 5.  | 06 de agosto de 2017   | Biella, Itália          | Saibro     | Attila Balazs     | Johan Brunstrom Dino Marcan       | 5-7, 6-4, [10-4]      |
| Campeão   | 6.  | 14 de outubro de 2017  | Buenos Aires, Argentina | Saibro     | Ariel Behar       | Maximo Gonzalez Fabricio Neis     | 7–6(7–3), 5-7, [10-8] |
| Finalista | 3.  | 11 de novembro de 2017 | Montevideo, Uruguai     | Saibro     | Ariel Behar       | Fernando Romboli Romain Arneodo   | 6-2, 4-6, 8-10        |